# Karina Gidi
Karina Gidi (Xalapa, 	13 de setembro de 1971) é uma atriz mexicana.

## Biografia
Karina Gidi nasceu em Xalapa, no estado de Veracruz. Em sua carreira cinematográfica, participou de projetos como os filmes Abel (2010), Depositarios (2010), Colosio: El asesinato (2012), Tercera llamada (2013), Cuatro lunas (2014) e Los adioses (2017). Na televisão, já atuou em Vivir por ti (2008), Capadocia (2012), Amor de barrio (2015) e Yago (2016), entre outros.

## Filmografia parcial
- Pena ajena (2022)[2]
- La negociadora[3] (2021)
- Un extraño enemigo (2018-2022)[4]
- Los adioses (2018)
- Amor de barrio (2015)
- La guerra de Manuela Jacovic (2014)
- Cuatro lunas (2014)
- Tercera llamada (2013)
- Demasiado amor (2012)
- Estado de Gracia (2012)
- Colosio, el asesinato (2012)
- Abel (2010)